# Jean Poton de Xaintrailles
Jean Poton de Xaintrailles (ur. ok. 1390, zm. 7 października 1461 w Bordeaux) – ubogi szlachcic z Gaskonii, jeden z głównych zastępców i doradców Joanny d’Arc. Służył jako masztalerz królewski, jako królewski komornik w prowincji Berry i jako seneszal prowincji Limousin. W roku 1454 został podniesiony do godności marszałka Francji.
Brał udział w bitwach pod Verneuil w roku 1424 i pod Orleanem w roku 1427, gdzie został ranny. Dostał się do niewoli podczas bitwy pod Cravant, ale w jakiś czas później został wymieniony za Johna Talbota, pierwszego earla Shrewsbury.
Wraz z Joanną d’Arc walczył podczas oblężenia Orleanu, a także w bitwach pod Jargeau, Meung-sur-Loire, Beaugency i Patay. Prowadził oblężenie Compiègne.
W końcowej fazie wojny stuletniej walczył aktywnie o odzyskanie Normandii i zdobycie Gujenny, często współdziałając z kapitanem Étienne de Vignolles, lepiej znanym jako La Hire, w tym między innymi w bitwie pod Gerbevoy. Gdy w roku 1445 powstała stała armia francuska, Xaintrailles został mianowany jednym z dwunastu dowódców kompanii nowej formacji. 
Zmarł nie zostawiając potomstwa, a jego majątek przeszedł na własność Kościoła.